# ZSMU-70
Le ZSMU-70 est un système d'armes télécommandé inventé par la société polonaise Zakłady Mechaniczne Tarnów (ZMT). Combinant un lance-roquettes multiple et une mitrailleuse, il peut être utilisé de manière fixe ou monté sur différents types de véhicules terrestres ou de navires pour assurer leur défense contre des menaces aériennes ou terrestres.

## Conception
Les systèmes d’armes télécommandés ZSMU de Zakłady Mechaniczne Tarnów sont conçus pour armer les véhicules militaires, afin de leur offrir la possibilité de se défendre et ainsi améliorer la sécurité de l’équipage. Les tourelles ZSMU permettent de détruire les véhicules blindés légers, les aéronefs volant à basse altitude et le personnel.
Le ZSMU-70 est composé de plusieurs éléments :
- Un lance-roquettes WW-4 à quatre tubes destiné aux roquettes non guidées NLPR-70[2] de calibre 70 mm, ou des missiles avec système de guidage laser[3].

- En option, selon les besoins opérationnels et la possibilité de montage sur une plate-forme donnée[4], une mitrailleuse UKM 2000C de calibre 7,62 mm est montée sur le côté droit du lance-roquettes[3].

- En option également, un ensemble de lance-grenades fumigènes de calibre 81 mm[4] sur deux rangées sont montées sur la face avant de la tourelle[3].

## Emploi opérationnel
Le ZSMU-70 est destiné à engager différents types de cibles aériennes et terrestres. La tourelle ZSMU-70 peut être montée sur une large gamme de véhicules blindés, soit fonctionnant de manière autonome soit avec une commande informatique externe. De plus, il peut être monté sur une station au sol, ce qui permet de disposer d’un système d’armement polyvalent pour la protection des installations stratégiques,..
Son montage habituel est d’avoir pour plate-forme un véhicule à moteur blindé. Dans cette configuration, le ZMSU-70 peut être utilisé contre les véhicules terrestres blindés légers ennemis.
C’est ainsi qu’il a été présenté au Salon international de l'industrie de la défense (MSPO) 2010, sur le stand de ZMT, sous forme de maquette montée sur le dessus du véhicule blindé à roues AMZ Tur 2. Il s’agissait d’un projet de développement commun, réalisé par le consortium de sociétés polonaises composé de OBRSM, ZM Mesko, Bumar, ITWL iWB Electronics et l’Institut technique de Varsovie. ZMT prévoyait de réaliser le prototype de la tourelle télécommandée pour la fin de l’année 2011.
ZMT met en avant la haute précision et l’efficacité du ZSMU-70, grâce à l’automatisation du tir, ainsi que sa construction modulaire, pouvant être adaptée à différents types d’armes et différents types de véhicules. Elle indiquait que le ZSMU-70 peut être monté sur des véhicules à grande mobilité qui fonctionnent de manière autonome. Mais c’est un autre modèle de tourelle télécommandée, le ZSMU A3C, qui a été monté sur le véhicule terrestre sans pilote « Perun » de fabrication polonaise dont le prototype a été dévoilé en septembre 2019, lors du salon MSPO. Le Perun a été conçu à la demande de l’armée polonaise pour disposer d’un véhicule autonome pouvant être équipé d’une station d’armes et capable de mener des missions de reconnaissance et de combat. Selon les informations publiées par Zakłady Mechaniczne Tarnów lors de l’édition suivante du MSPO, en 2020, la société a effectué des tests sur le terrain du Perun armé de la station d’armes télécommandée ZSMU A3C. Celle-ci combine une mitrailleuse UKM 2000C de 7,62 mm et une mitrailleuse lourde WKM-B de calibre 12,7 mm. Ces deux armes fournissent une puissance de feu suffisante pour anéantir des cibles au sol légèrement blindées et des cibles aériennes volant à basse altitude. La large gamme d’angles selon lesquels on peut pointer le module offre un appui feu efficace. Le ZSMU A3C est équipé d’un mécanisme d’alimentation externe, d’un stabilisateur de tourelle et d’un tracker vidéo.